# Ritsa naturreservat
Ritsa naturreservat (georgiska: რიწის ნაკრძალი, Ritsis nakrdzali) är ett naturreservat i nordvästra Georgien. Det ligger i distriktet Gudauta i Abchazien. Reservatet, som inrättades 1957, ligger i bergsområdet runt sjön Ritsa, på en höjd av 928 m ö.h..